# Pfarrhaus (Ostheim vor der Rhön)

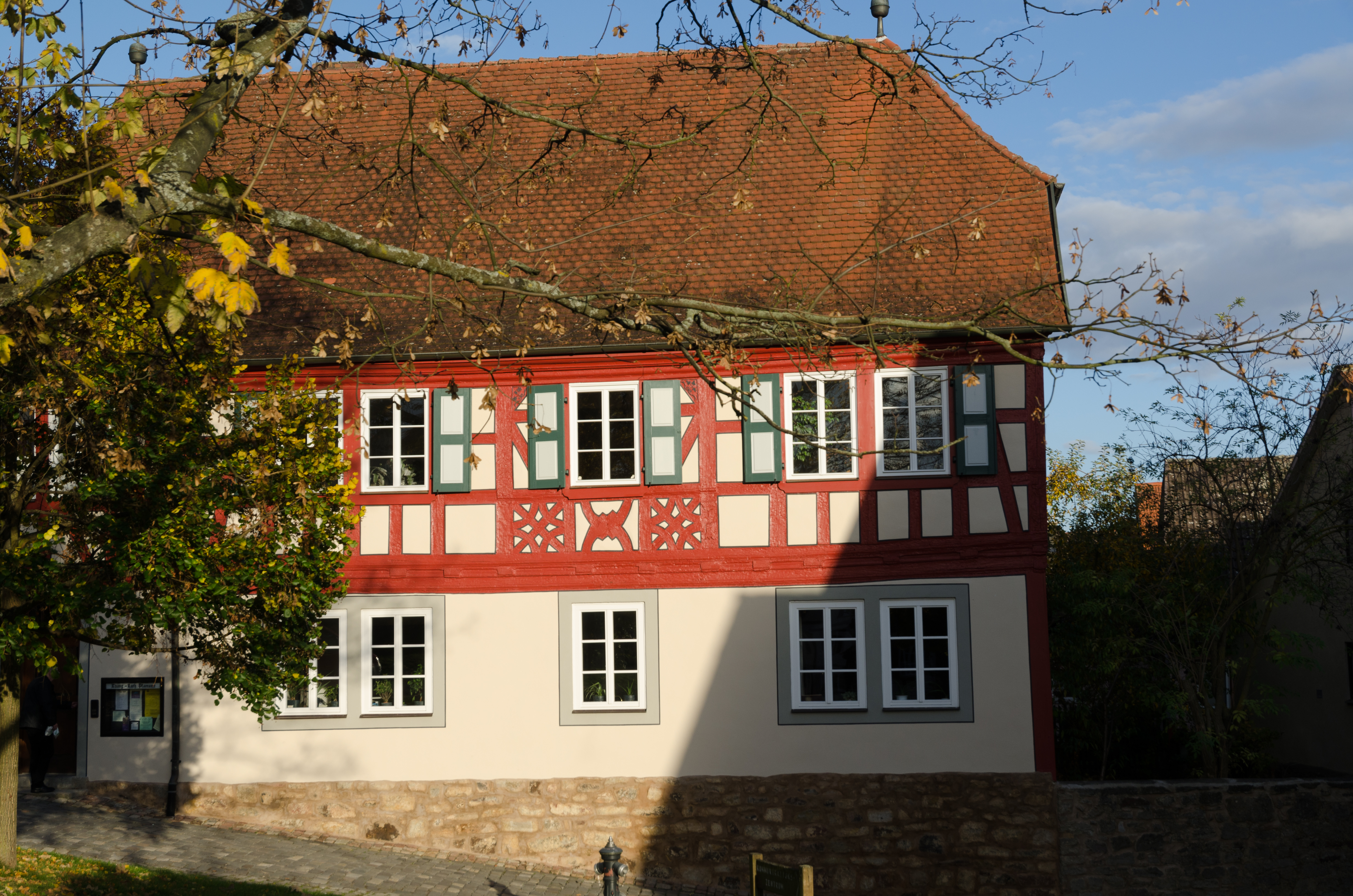
Der Hauptflügel des Pfarrhauses von Ostheim vor der Rhön

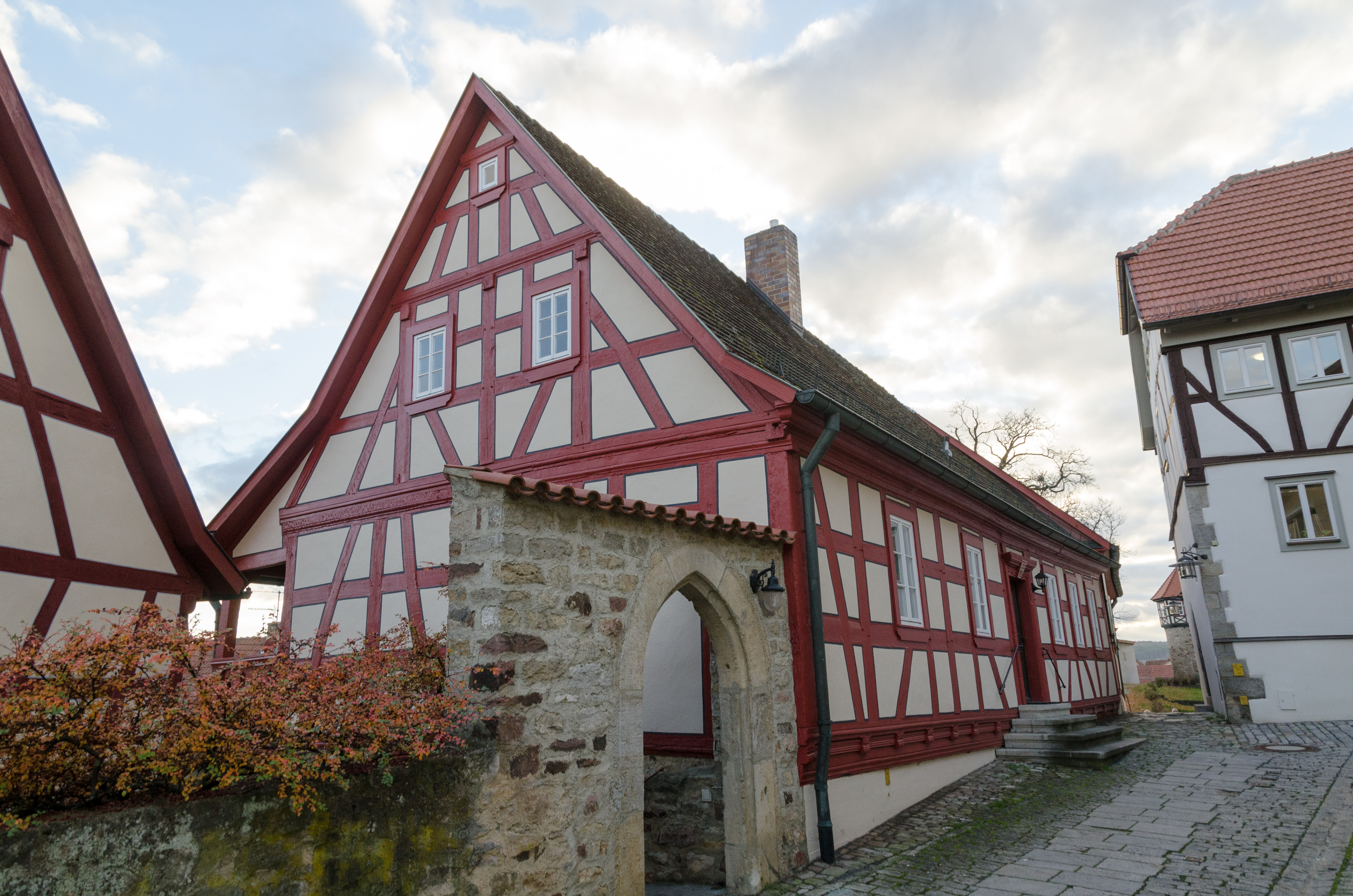
Der Seitenflügel

Das evangelisch-lutherische Pfarrhaus in Ostheim vor der Rhön, einer Stadt im unterfränkischen Landkreis Rhön-Grabfeld, wurde im  Jahr 1700 errichtet und im Jahr 1753 um einen Seitenflügel erweitert. Das Pfarrhaus in der Kirchstraße 12 ist ein geschütztes Baudenkmal.
Der Hauptflügel des Gebäudes ist zweigeschossig. Im Süden besitzt es ein Halb-, im Norden ein Vollwalmdach. Das Erdgeschoss ist massiv gemauert, das Obergeschoss ist dagegen als Fachwerkkonstruktion ausgeführt. Der eingeschossige Seitenflügel ist ein Fachwerkgebäude mit Satteldach. Der Haupteingang befindet sich im Übergangsbereich vom Hauptflügel zum Seitenflügel.
Unweit des Pfarrhauses liegt die beeindruckende Kirchenburg Ostheim.